# Студзенкі (Куявсько-Поморське воєводство)
Студзенкі (пол. Studzienki) — село в Польщі, у гміні Кциня Накельського повіту Куявсько-Поморського воєводства.
Населення — 272 особи (2011).

## Демографія
Демографічна структура станом на 31 березня 2011 року:
|          | Загалом | Допрацездатний вік | Працездатний вік | Постпрацездатний вік |
| -------- | ------- | ------------------ | ---------------- | -------------------- |
| Чоловіки | 139     | 32                 | 96               | 11                   |
| Жінки    | 133     | 33                 | 85               | 15                   |
| Разом    | 272     | 65                 | 181              | 26                   |